# Przywilej wolborski

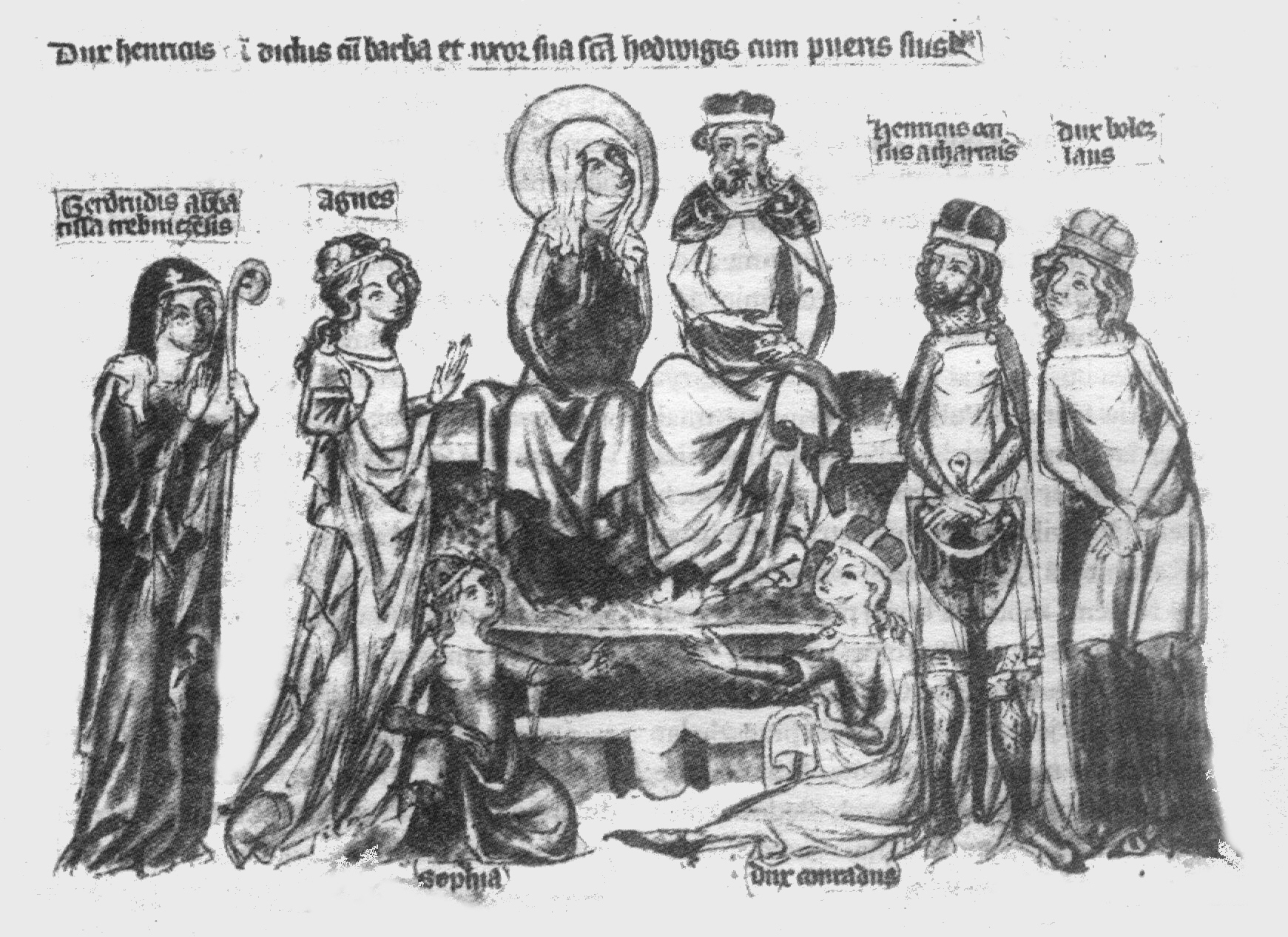
Uczestnik zjazdu Henryk Brodaty z rodziną.

Przywilej wolborski – przywilej nadany klerowi Kościoła katolickiego na zjeździe w Wolborzu w 1215 roku.

## Historia
Przywilej został wydany przez książąt: Leszka Białego, Konrada Mazowieckiego,  Władysława Odonica i Kazimierza Opolskiego na rzecz kleru Kościoła katolickiego w 1215 podczas zjazdu w Wolborzu. Potwierdzał postanowienia przywileju borzykowskiego z 1210 i rozszerzał je, dając prawo sądzenia przez kler ludności osiadłej w dobrach kościelnych i zwolnienia go z wielu świadczeń. Przywileju tego nie uznał jedynie książę Henryk Brodaty.